# Доналд в Матемагическата земя
„Доналд в Матемагическата земя“ (на английски: Donald in Mathmagic Land) е американска анимация от 1959 година, създадена от Уолт Дисни с образователна цел. Той е вярвал, че анимацията ще привлече вниманието на подрастващите и така те по-лесно ще усвоят знания.

## Сюжет

### Началото
Доналд Дък, въоръжен с пушка, преминава през портала за да открие, че е попаднал в Матемагическата земя. В тази мистериозна магична страна има дървета, чиито корони са от квадратни корени, тече поток, в който плуват цифри и един ходещ молив, който играе на морски шах. Геометрична птица рецитира почти перфектно първите цифри на Пи. Скоро Доналд чува гласа на „Истинския дух на приключенията“, който му предлага да го разведе из „Обетованата земя на математиката“.

### Питагор и музиката
Доналд не е особено заинтересован от такова пътешествие. Той смята, че математиката е за интелектуалците. Тогава „Духът“ му разкрива връзката между математиката и музиката, от която Доналд се вълнува. Първо Доналд открива връзката между октавите и дължината на струните, което е развило съвременната музикална скала. След това с удивление открива, че е попаднал в Древна Гърция, където Питагор и неговите съвременници са установили същата тази връзка. Питагор с арфа и двама музиканти с флейта и контрабас започват музикално представление, в което съвсем скоро се включва и Доналд, използвайки ваза в ролята на бонго. „Духът“ обяснява, че музиката на Питагор служи като основа на съвременната музика и че без интелектуалците тя е нямало да съществува. Урока завършва с живо изпълнение на музикантите, които едновременно свирят джаз и класическа музика, а Питагор постепенно изчезва.

### Пентаграмът, идеалното сечение и идеалният правоъгълник
След като си стискат ръцете с Питагор, последният окончателно изчезва, а Доналд вижда, че държи пентаграм, символ на Питагорейството. „Духът“ показва на Доналд как идеалното сечение се използва в пентаграма. След това му разкрива, че пентаграмът съдържа модел за многократното изграждане на идеални правоъгълници. Според „Духът“ идеалните правоъгълници са повлияли много на древната и съвременната култура.

### Архитектура и изкуство
Доналд научава, че идеалният правоъгълник се използва при построяването на много древни сгради, като Партенона и катедралата Света Богородица в Париж. Древни картини, като Мона Лиза и скулптори, като Венера Милоска съдържат също много идеални правоъгълници. Те се използват и в съвременната архитектура, като Сградата на Обединените Нации в Ню Йорк, а много съвременни художници преоткриват магията на идеалния правоъгълник.

### Човешкото тяло и природата
Сега „Духът“ показва на Доналд как пентаграма и идеалния правоъгълник са вплетени в човешкото тяло и природата. Тялото на човека съдържа пропорциите на идеалното сечение. Следвайки видяното, Доналд се опитва да придаде на своето тяло тези пропорции, но усилията му остават без резултат, защото всичко заприличва на петоъгълник. Пентаграмът и петоъгълникът могат да бъдат открити в телата на много растения и животни като петуния, жасмин, морски звезди и наутилуси. „Духът“ също обяснява, че магическите пропорции на идеалното сечение се забелязват в раковините.

### Спорт и игри
Доналд научава, че математиката присъства не само в природата, архитектурата и музиката, а също така и в спортовете, които се играят на геометрични игрища като шахмат, баскетбол, футбол, бейзбол, игра на дама и Триспонтов карамбол. Доналд проявява желание да поиграе, но „Духът“ го спира. Все пак в игра на билярд, Доналд се научава как да прави изчисленията така, че играта му да е ефикасна и успява с един удар да реализира десет топки.

### Умствени упражнения
„Духът“ предлага на Доналд да поиграят на игри стимулиращи мозъчната дейност, но разбира, че съзнанието му е претрупано с остарели идеи, гафове, фалшиви концепции, суеверия и объркване. След кратко психическо пречистване, Доналд започва да си играе с кръг и триъгълник, превръщайки ги в съзнанието си в сфера и конус. Така той открива практическото им приложение в неща като колело, влак, лупа, бормашина, витло и телескоп.

### Безкрайността и бъдещето
Доналд открива, че пентаграмът може да се претвори във всякаква идентификация. Затова математиката дава път към безкрайността. „Духът“ казва, че научните знания и технологичния напредък са неограничени и са ключ за отварянето на вратите на бъдещето на математиката. Накрая Доналд осъзнава важността на математиката.

## В ролите
Персонажите във филма са озвучени с гласовете на:
- Кларънс Неш като Доналд Дък
- Пол Фрийс като Истинския дух на приключенията и създанието Пи

## Номинации
- Номинация за Оскар за най-добър филм в категорията документални и късометражни филми през 1960 година.